# Pose (série de televisão)
Pose é uma série de televisão dramática americana sobre o cenário LGBTQIA+ afro-americano e latino-americano da cidade de Nova Iorque. Apresenta a cultura ballroom entre os anos 80 e 90, onde os personagens em destaque são dançarinos e modelos que competem por troféus e reconhecimento. Eles se apoiam em uma rede de famílias escolhidas conhecidas como Casas, para lidar com os preconceitos e injúrias daquelas épocas. Criada por Ryan Murphy, Brad Falchuk e Steven Canals, a série foi transmitida originalmente entre 3 de junho de 2018 a 6 de junho de 2021, no canal FX.
A série é estrelada por Michaela Jaé Rodriguez, Dominique Jackson, Billy Porter, Indya Moore, Ryan Jamaal Swain, Dyllón Burnside, Hailie Sahar, Angelica Ross, Angel Bismark Curiel, Sandra Bernhard e Charlayne Woodard. A primeira temporada foi aclamada pela crítica e posteriormente recebeu inúmeras indicações à prêmios, incluindo o Globo de Ouro de Melhor Série Dramática e o Globo de Ouro de Melhor Ator em Série Dramática de Billy Porter. Em julho de 2018, foi anunciado que a série havia sido renovada para uma segunda temporada, que estreou em 11 de junho de 2019. Também em junho, o FX renovou a série para uma terceira e última temporada.

## Premissa
Pose é ambientada na cidade de Nova Iorque entre as décadas de 1980–1990 e aborda a cultura e os desafios enfrentados pelas pessoas da comunidade LGBTQIAP+ envolvidas na cena ballroom da cidade. A série explora temas como identidade, discriminação, resiliência e busca por aceitação.

### 1ª temporada
A primeira temporada de Pose é ambientada entre os anos de 1987–88 e analisa "a justaposição de vários segmentos da vida e da sociedade em Nova Iorque": o mundo da cultura afro-americana e latina, a cena social e literária do centro da cidade e a ascensão do yuppie. A protagonista Blanca (Michaela Jaé Rodriguez), uma mulher transexual, decide abrir sua própria casa, a Casa Evangelista, após ser expulsa da Casa Abundance, comandada pela arrogante e soberba Elektra Abundance (Dominique Jackson). As casas funcionam como uma "família alternativa", constituídas principalmente por membros da comunidade LGBTQIAP+ para abrigar pessoas que se sentem excluídos da sociedade convencional por serem "diferentes". As casas participam de concursos organizados em bailes da comunidade em busca de troféus e prêmios em dinheiro. A série também aborda os dramas de outros personagens, como de Damon (Ryan Jamaal Swain), que tem o sonho de ser um dançarino profissional; Angel (Indya Moore), uma mulher transexual que trabalha como garota de programa e mantêm um caso com Stan Bowes (Evan Peters), casado com Patty Bowes (Kate Mara); e Pray Tell (Billy Porter), mestre de cerimônia dos bailes e mentor dos membros da comunidade que enfrenta uma longa batalha contra o vírus da AIDS.

### 2ª temporada
A segunda temporada começa em 1990. Mais dos personagens agora são HIV positivos ou vivem com AIDS. Alguns se tornaram ativistas da Aids com o ACT UP, e agora todo mundo está participando de arrecadadores de fundos, funerais e serviços memoriais para seus muitos amigos e amantes da comunidade que foi atingida pela pandemia da AIDS. Com o lançamento de músicas de Madonna, Malcolm McLaren e outros, alguns aspectos dos estilos de dança de salão começam a se popularizar, e os membros da comunidade encontram novas oportunidades como dançarinos e professores de dança. Outros estão trabalhando como dominatrix e strippers.

### 3.ª temporada
A terceira temporada se passa em 1994 e o salão de baile é uma "memória distante" para Blanca, que está lutando "para equilibrar ser mãe com ser uma parceira atual de seu novo amor e seu último papel como auxiliar de enfermagem".  Em outro lugar, Pray Tell está lidando com "cargas de saúde inesperadas", enquanto, na cena dos bailes, uma "nova casa viciosa força membros da Casa Evangelista a lutar com seu legado".

## Elenco e personagens

### Principal
| Ator                   | Personagem                              | Temporada    | Temporada       | Temporada       |
| Ator                   | Personagem                              | 1            | 2               | 3               |
| ---------------------- | --------------------------------------- | ------------ | --------------- | --------------- |
| Evan Peters            | Stan Bowes                              | Principal    | Does not appear | Does not appear |
| Kate Mara              | Patty Bowes                             | Principal    | Does not appear | Does not appear |
| James Van Der Beek     | Matt Bromley                            | Principal    | Does not appear | Does not appear |
| Michaela Jaé Rodriguez | Blanca Rodriguez-Evangelista            | Principal    | Principal       | Principal       |
| Dominique Jackson      | Elektra Evangelista                     | Principal    | Principal       | Principal       |
| Billy Porter           | Pray Tell                               | Principal    | Principal       | Principal       |
| Indya Moore            | Angel Vasquez-Evangelista               | Principal    | Principal       | Principal       |
| Ryan Jamaal Swain      | Damon Richards–Evangelista              | Principal    | Principal       | Principal       |
| Charlayne Woodard      | Helena St. Rogers                       | Principal    | Participação    | Does not appear |
| Hailie Sahar           | Lulu Evangelista                        | Principal    | Principal       | Principal       |
| Angelica Ross          | Candy Johnson-Ferocity                  | Principal    | Principal       | Participação    |
| Angel Bismark Curiel   | Esteban "Lil Papi" Martinez-Evangelista | Principal    | Principal       | Principal       |
| Dyllón Burnside        | Ricky Evangelista                       | Principal    | Principal       | Principal       |
| Sandra Bernhard        | Judy Kubrak                             | Participação | Principal       | Principal       |
| Jason A. Rodriguez     | Lemar Khan                              | Recorrente   | Recorrente      | Principal       |

### Recorrente
| Introduzidos na temporada 1 - Jeremy McClain como Cubby Wintour - Alexia Garcia como Aphrodite Ferocity - Bianca Castro como Veronica Ferocity - Samantha Grace Blumm como Amanda Bowes - Jose Gutierez Xtravaganza como ele mesmo - Johnny Sibilly como Costas Perez - Jack Mizrahi como ele mesmo - Leiomy Maldonado como Florida Ferocity | Introduzidos na temporada 2 - Patti LuPone como Frederica Norman - Damaris Lewis como Jazmine Wintour - Brielle Rheames como Silhouette Wintour - Dashaun Wesley como Shadow Wintour - Danielle Cooper como Wanda - Trudie Styler como Eileen Ford - André Ward como Manhattan - J. Cameron Barnet como Castle - Patricia Black como Chi Chi | Introduzidos na temporada 3 - Jeremy Pope como Christopher |

### Participações
| Introduzidos na temporada 1 - Clark Jackson como Lawrence Richards ("Pilot") - Roslyn Ruff como Mrs. Richards ("Pilot") - Deidre Goodwin como Wanda Green ("Pilot") - Matt McGrath como Mitchell ("Access") - Tamara M. Williams como Summer ("Access", "The Fever") - Sol Williams Pendavis como himself ("Access", "Mother of the Year") - Kathryn Erbe como Dra. Gottfried ("Giving and Receiving", "The Fever") - Christine Ebersole como Bobbi ("Giving and Receiving") - Christopher Meloni como Dick Ford ("The Fever", "Pink Slip") - Cecilia Gentili como Miss Orlando ("The Fever", "Butterfly/Cocoon") - Flor de Liz Perez como Carmen Rodriguez ("Mother's Day") - Charles Brice como Darius ("Love Is the Message") - Our Lady J como Sherilyn ("Love Is the Message", "Love's in Need of Love Today") - Trace Lysette como Tess Wintour ("Love is the Message", "Worth It") | Introduzidos na temporada 2 - Alexander DiPersia como Andre Taglioni ("Acting Up", "Revelations") - Edward Carnevale como Jonas Norman ("Worth It", "Love's in Need of Love Today") - Blaine Alden Krauss como Chris ("Worth it", "What Would Candy Do?") - Peppermint como Euphoria ("Butterfly/Cocoon") - Danny Johnson como Darnell Johnson ("Never Knew Love Like This Before") - Patrice Johnson Chevannes como Vivica Johnson ("Never Knew Love Like This Before") - Austin Scott como Adrian ("Life's a Beach") - KJ Aikens como Quincy ("In My Heels") - Gia Parr como Chilly ("In My Heels") |

## Episódios
| Temporada | Temporada | Episódios | Episódios | Originalmente exibido | Originalmente exibido |
| Temporada | Temporada | Episódios | Episódios | Estreia da temporada  | Final da temporada    |
| --------- | --------- | --------- | --------- | --------------------- | --------------------- |
|           | 1         | 8         | 8         | 3 de junho de 2018    | 22 de julho de 2018   |
|           | 2         | 10        | 10        | 11 de junho de 2019   | 20 de agosto de 2019  |
|           | 3         | 8         | 8         | 2 de maio de 2021     | 6 de junho de 2021    |

## Produção

### Desenvolvimento
Em 16 de março de 2017, a série recebeu um pedido de produção do piloto do FX. O piloto foi escrito por Ryan Murphy, Brad Falchuk e Steven Canals, que também produziram junto com Nina Jacobson, Brad Simpson e Sherry Marsh. As produtoras que participaram do piloto incluíram FX Productions e Fox21 Television Studios. Em outubro de 2017, foi relatado que Leiomy Maldonado e Danielle Polanco estariam coreografando as cenas de baile da série. Mais tarde, foi anunciado que Janet Mock e Our Lady J haviam se juntado à equipe de roteiristas do show e também estavam preparadas para produzir a série também.
Em 27 de dezembro de 2017, o FX anunciou que havia dado uma ordem de produção da série consistindo de uma temporada de oito episódios. Em 9 de maio de 2018, antes da estreia da série, Murphy anunciou que doaria todos os seus rendimentos de Pose para organizações de caridade sem fins lucrativos que trabalham com pessoas LGBTQIA+, incluindo o Sylvia Rivera Law Project, o Transgender Legal Defense & Education Fund e o Callen-Lorde Community Health Center. Murphy explicou essa decisão dizendo: "O que me impressionou quando conversei com tantos deles foi o quão duro eles lutaram, como se sentem sob ataque, quantos deles têm dificuldade em obter atendimento médico e encontrar trabalho. Acabei de decidir que preciso fazer mais do que apenas uma série para esta comunidade. Quero alcançar e ajudar esta comunidade". Em 12 de julho de 2018, foi anunciado que a série havia sido renovada para uma segunda temporada que estreou em 11 de junho de 2019. Em 17 de junho de 2019, a FX renovou a série para uma terceira temporada. Em março de 2021, o FX confirmou que a terceira temporada seria a última. A última temporada estreou em 2 de maio de 2021.

### Elenco

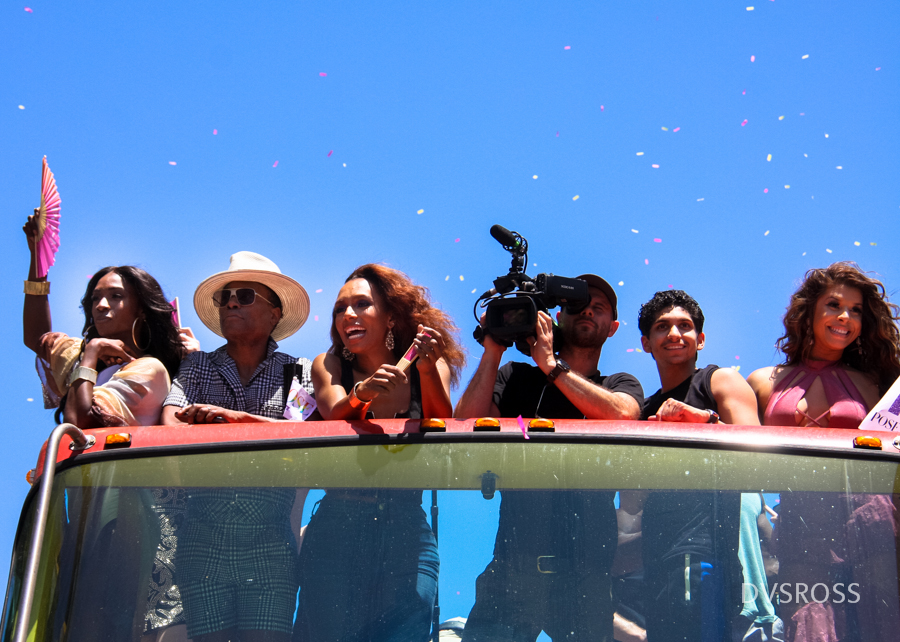
Os protagonistas de Pose na Parada Gay de Los Ángeles

Em março de 2017, Ryan Murphy e sua equipe começaram a escalar o elenco da série. Em 25 de outubro de 2017, foi anunciado que as atrizes transgéneras MJ Rodriguez, Indya Moore, Dominique Jackson, Hailie Sahar, e Angelica Ross e os atores cisgénero Ryan Jamaal Swain, Billy Porter e Dyllón Burnside haviam sido escalados para os papéis principais. A equipe de produção da série alegou que eles tinham montado o maior elenco transgênero de todos os tempos para uma série roteirizada. A série incluiu mais 50 personagens transgêneros no total. Em 26 de outubro de 2017, foi anunciado que Evan Peters, Kate Mara, James Van Der Beek e Tatiana Maslany também haviam se juntado ao elenco principal.
Em 27 de dezembro de 2017, foi relatado que Maslany havia saído da série após a reconstrução de sua papel voltado para uma mulher afro-americana de 50 anos. O personagem foi então reformulado com Charlayne Woodard assumindo o papel. Em 19 de setembro de 2018, foi anunciado que Sandra Bernhard iria reprisar seu papel de enfermeira Judy na segunda temporada como elenco regular da série. Em 23 de março de 2019, no PaleyFest, Ryan Murphy revelou que Patti LuPone seria uma estrela convidada na segunda temporada.

### Filmagens
A produção do piloto da série começou na cidade de Nova York em outubro de 2017. Os episódios seguintes da primeira temporada começaram a ser produzidos em fevereiro de 2018. Murphy dirigiu os dois primeiros episódios da série e Mock dirigiu o sexto capítulo, tornando-a a primeira mulher transexual de cor a escrever e dirigir qualquer episódio para a televisão. Em 14 de março de 2020, a produção da terceira temporada foi suspensa devido à crise de saúde causada pela COVID-19. As filmagens da terceira e última temporada terminaram em 20 de março de 2021.

## Lançamento

Pôster promocional da primeira temporada com Blanca Evangelista (MJ Rodriguez), estrela de Pose, retratando a cultura ballroom de Manhattan no final dos anos 1980 e início dos anos 1990.

### Marketing
Em 12 de abril de 2018, o FX lançou o primeiro teaser da série. Também foi anunciado que a série estava marcada para estrear em 3 de junho de 2018. Em 3 de maio de 2018, o primeiro trailer oficial foi lançado.

### Pré estreia
Em 17 de maio de 2018, a série teve sua estreia mundial no Hammerstein Ballroom em Manhattan. Em 23 de julho de 2018, Dyllón Burnside deu um show beneficente, fazendo um dueto com os co-estrelas Billy Porter e Ryan Jamaal Swain para comemorar o final da primeira temporada e arrecadar dinheiro para GLSEN. Durante o evento, uma conversa foi mantida entre Burnside e o ex-editor-chefe do Vibe, Emil Wilbekin, onde Burnside discutiu sua história de se assumir e falou sobre a importância de espaços seguros para as pessoas LGBTQIA+. Mais tarde naquela noite, Porter cantou seu último álbum e MJ Rodriguez cantou "Waving Through a Window" de Dear Evan Hansen.
Em março de 2019, a série fez parte do Paleyfest LA anual do Paley Center for Media no Dolby Theatre em Los Angeles, California.

## Influências
Embora seja um trabalho de ficção criativa, a série é "fortemente inspirada" no documentário de Jennie Livingston de 1990, Paris Is Burning; Livingston também atua como produtora consultora no programa.

A série foi fortemente inspirada no documentário Paris Is Burning

Várias das casas e personagens são baseados em, ou nomeados após, pessoas reais, e várias pessoas no documentário também fazem participações especiais na série, como Jose Gutierez Xtravaganza, um ícone da cena voguing, que interpreta um juiz em toda a primeira temporada, e Sol Pendavis Williams, da Casa Pendavis. Os criadores e produtores da série como "Murphy, Canals e a escritora / produtora Janet Mock consideram Paris Is Burning um texto que ajudou a informar não apenas o show, mas também suas identidades quando o viram pela primeira vez."
Pose também expande um dos temas mais sutis de Paris Is Burning. Em vários pontos do filme, Livingston contrasta os artistas drag com os nova-iorquinos comuns e abastados, andando pelas calçadas movimentadas de Manhattan. Muitas vezes é difícil dizer qual desses dois grupos é mais "real", quais deles são modelos de moda ou jogadores de poder da Wall Street e quais são simplesmente fantasiados como tal. Pose elabora essas distinções sutis com uma subtrama envolvendo Stan (Evan Peters), uma estrela em ascensão na organização Trump com um chefe desagradável (James Van Der Beek), uma bela esposa (Kate Mara) e um relacionamento secreto com Angel (Indya Moore), uma mulher trans. A mostra visa captar um pouco da diversidade de Nova York nos anos 80, ao mesmo tempo em que enfatiza a ideia de que, ricos ou pobres, todos na cidade estão fingindo, de uma forma ou de outra.

## Recepção

### Resposta crítica
| Temporada | Temporada | Resposta crítica      | Resposta crítica    |
| Temporada | Temporada | Rotten Tomatoes       | Metacritic          |
| --------- | --------- | --------------------- | ------------------- |
|           | 1         | 96% (82 comentários)  | 75 (27 comentários) |
|           | 2         | 98% (40 comentários)  | 79 (14 comentários) |
|           | 3         | 100% (25 comentários) | 76 (8 comentários)  |

#### Temporada 1
A série foi recebida com uma resposta positiva dos críticos em sua estreia. No site agregador de críticas Rotten Tomatoes, a série detém um índice de aprovação de 96% com uma classificação média de 8.3/10 com base em 82 avaliações. O consenso crítico do site diz: "Carregado com energia, equilíbrio e confiança, Pose pirueta entre opulência artística e drama deliciosamente ensaboado para criar uma nova adição ao léxico de Ryan Murphy." Metacritic, que usa uma média ponderada, atribuiu à série uma pontuação de 75 em 100 com base em 27 críticos, indicando "revisões geralmente favoráveis".

#### Temporada 2
A temporada foi recebida com uma resposta positiva dos críticos. No site agregador de críticas Rotten Tomatoes, a série detém um índice de aprovação de 98% com uma classificação média de 8.39/10 com base em 40 avaliações. O consenso crítico do site diz: "Uma deliciosa e delicada dança de luz e escuridão, a segunda temporada de Pose atinge um equilíbrio impressionante entre a coragem da realidade e o glamour da passarela e brilha ainda mais." Metacritic, que usa uma média ponderada, atribuiu à série uma pontuação de 79 em 100 com base em 14 críticos, indicando "revisões geralmente favoráveis".

#### Temporada 3
A série foi recebida com uma resposta positiva dos críticos em sua temporada final. No site agregador de críticas Rotten Tomatoes, a série detém um índice de aprovação de 100% com uma classificação média de 7.70/10 com base em 25 avaliações. O consenso crítico do site diz: "Embora seja muito curta, a temporada final de Pose é uma celebração alegre e divertida da vida que você não pode perder." Metacritic, que usa uma média ponderada, atribuiu à série uma pontuação de 76 em 100 com base em 8 críticos, indicando "revisões geralmente favoráveis".

### Audiência
| Temporada | Horário (ET)      | Episódios | Primeira exibição   | Primeira exibição   | Última exibição      | Última exibição     | Méd. audiência (milhões) | Adultos de 18–49 anos (média) |      |
| Temporada | Horário (ET)      | Episódios | Data                | Audiência (milhões) | Data                 | Audiência (milhões) | Méd. audiência (milhões) | Adultos de 18–49 anos (média) |      |
| --------- | ----------------- | --------- | ------------------- | ------------------- | -------------------- | ------------------- | ------------------------ | ----------------------------- | ---- |
| 1         | Domingo 21:00     | 8         | 3 de junho de 2018  | 0.688               | 22 de julho de 2018  | 0.781               | 0.645                    | ASD                           | 0.25 |
| 2         | Terça-feira 22:00 | 10        | 11 de junho de 2019 | 0.672               | 20 de agosto de 2019 | 0.536               | 0.541                    | ASD                           | 0.19 |
| 3         | Domingo 22:00     | 8         | 2 de maio de 2021   | 0.498               | 6 de junho de 2021   | 0.485               | 0.434                    | ASD                           | 0.13 |